# Attachment Unit Interface

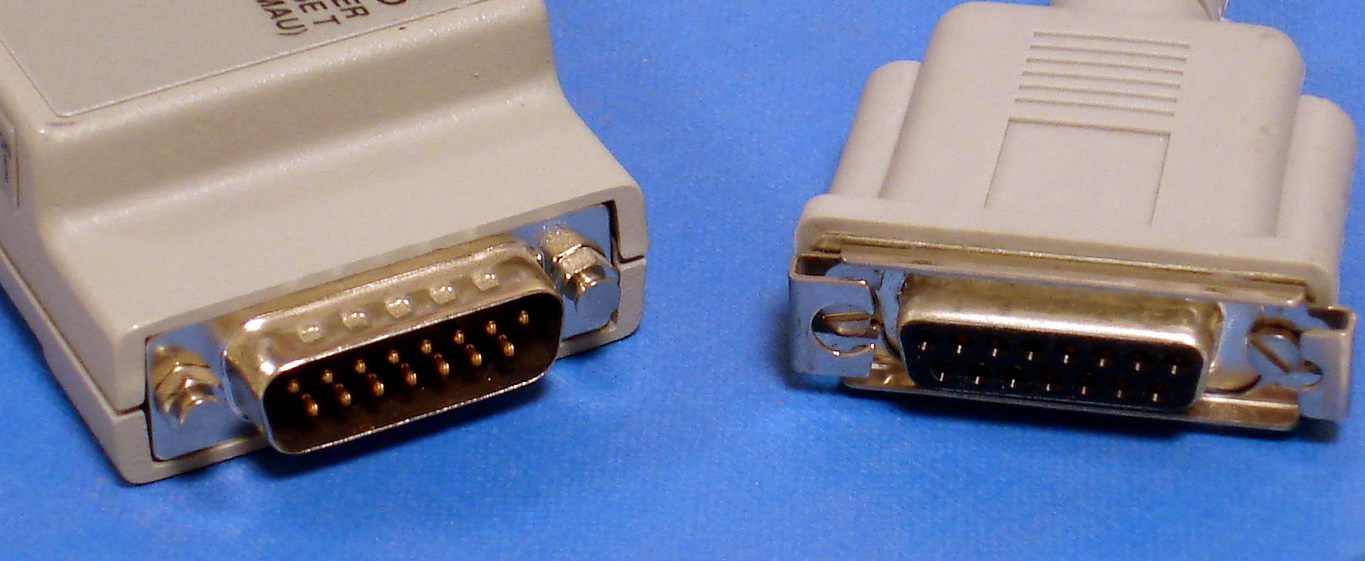
AUI-kontakter. Hankontakten (till vänster) sitter på MAU:n, och honkontakten (till höger) sitter på MAC:en (normalt en dator eller hubb).

Attachment Unit Interface eller kort AUI är ett fysiskt och logiskt gränssnitt som definieras i standarden för 10BASE5 802.3 Ethernet. Detta valfria gränssnitt utgörs av en D-subminatyr-kontakt med 15 poler som tillhandahåller en förbindelse mellan ethernetnodens fysiska skikt (MAC) och ett så kallat Medium Attachment Unit (MAU) som även brukar kallas transciever (transmittor/receiver, det vill säga sändare/mottagare).
AUI-anslutningar blev allt ovanligare under 1990-talet då datorer och nätverkshubbar började integrera MAU:n. Detta skedde parallellt med utbredningen av 10BASE-T-standarden, och samtidigt som användandet av 10BASE2 och 10BASE5 minskade allt mer. Den elektriska AUI-anslutningen fanns ännu kvar inuti datorer och hubbar.
I och med introduktionen av Fast Ethernet blev AUI:n föråldrad och ersattes av Media Independent Interface (MII). Gigabit Ethernet har därefter lagt till såväl GMII som XGMII-gränssnitt.
En modifierad variant av AUI med mindre kontakt med namnet AAUI användes av Apple Macintosh mellan 1991 och 1998.
| Pin   | Signal | Description                           |
| ----- | ------ | ------------------------------------- |
| 3     | DO-A   | Data Out Circuit A                    |
| 10    | DO-B   | Data Out Circuit B                    |
| 11    | DO-S   | Data Out Circuit Shield (not used)    |
| 5     | DI-A   | Data In Circuit A                     |
| 12    | DI-B   | Data In Circuit B                     |
| 4     | DI-S   | Data In Circuit Shield                |
| 7     | CO-A   | Control Out Circuit A (not used)      |
| 15    | CO-B   | Control Out Circuit B (not used)      |
| 8     | CO-S   | Control Out Circuit Shield (not used) |
| 2     | CI-A   | Control In Circuit A                  |
| 9     | CI-B   | Control In Circuit B                  |
| 1     | CI-S   | Control In Circuit Shield             |
| 6     | VC     | Voltage Common (0 V)                  |
| 13    | VP     | Voltage Plus (+12 V)                  |
| 14    | VS     | Voltage Shield (not used)             |
| Shell | PG     | Protective Ground                     |